# Terville Florange Olympique Club
Terville Florange Olympique Club  - żeński klub piłki siatkowej z Francji. Swoją siedzibę ma w Terville. Został założony w 1993.